# Питерсон, Анника
А́нника Пи́терсон (англ. Annika Peterson; 16 января 1972, Нью-Йорк, Нью-Йорк, США) — американская актриса.

## Биография
Анника Питерсон родилась 16 января 1972 года в Нью-Йорке (штат Нью-Йорк, США) в семье модного фотографа Госты Питерсона и редактора The New York Times Патриши Питерсон. Имеет шведские и французские корни. Она окончила Театральную консерваторию Бостонского университета.
С середины 1990-х годов она снялась в многочисленных телесериалах, в том числе в «Закон и порядок» и «C.S.I.: Место преступления Майами». В 2000 году получила премию Международного независимого кинофестиваля в Нью-Йорке в номинации «Лучшая актриса» за роль Кэтрин в фильме «Момент во времени».

## Избранная фильмография
| Год  |   | Русское название                    | Оригинальное название       | Роль              |
| ---- | - | ----------------------------------- | --------------------------- | ----------------- |
| 1996 | с | Закон и порядок                     | Law & Order                 | Лила Креншоу      |
| 1998 | с | Тюрьма Оз                           | Oz                          | Шэннон О'Райли    |
| 2001 | ф | Монстр                              | No Such Thing               | Margaret          |
| 2001 | с | Третья смена                        | Third Watch                 | Шэннон            |
| 2002 | с | Западное крыло                      | The West Wing               | Джейн             |
| 2003 | с | C.S.I.: Место преступления Майами   | C.S.I.: Miami               | Тестер полиграфов |
| 2005 | с | 4исла                               | Numbers                     | Рэйчел            |
| 2007 | с | C.S.I.: Место преступления Нью-Йорк | CSI: NY                     | Минди Санчес      |
| 2007 | ф | Человек с Земли                     | The Man from Earth          | Сэнди             |
| 2008 | с | Новый Амстердам                     | New Amsterdam               | Оливия Берендт    |
| 2009 | ф | Таннер Холл                         | Tanner Hall                 | Ольга             |
| 2010 | с | Медиум                              | Medium                      | Эми Малхёрн       |
| 2014 | с | Элементарно                         | Elementary                  | Шарлотта Клеммер  |
| 2014 | ф | Прогулка среди могил                | A Walk Among the Tombstones | Анита             |